# Mellansjön (Lits socken, Jämtland)
Mellansjön är en sjö i Östersunds kommun i Jämtland och ingår i Indalsälvens huvudavrinningsområde. Sjön har en area på 0,251 kvadratkilometer och ligger 293 meter över havet. Sjön avvattnas av vattendraget Fettjeån.

## Delavrinningsområde
Mellansjön ingår i det delavrinningsområde (700798-146370) som SMHI kallar för Utloppet av Mellansjön. Medelhöjden är 310 meter över havet och ytan är 2,48 kvadratkilometer. Räknas de 4 avrinningsområdena uppströms in blir den ackumulerade arean 50,35 kvadratkilometer. Fettjeån som avvattnar avrinningsområdet har biflödesordning 3, vilket innebär att vattnet flödar genom totalt 3 vattendrag innan det når havet efter 201 kilometer. Avrinningsområdet består mestadels av skog (84 procent). Avrinningsområdet har 0,25 kvadratkilometer vattenytor vilket ger det en sjöprocent på 10,2 procent.